# جزر أمينديفي
جزر أمينِديفي، هي إحدى مجموعات الجزر الفرعية الثلاث في إقليم اتحاد لكشديب، الهند. وهي المجموعة الشمالية من لكشديب، ويفصلها عن مجموعة جزر لكديف الفرعية تقريبًا خط عرض 11 شمالًا. تبلغ المساحة الإجمالية لأرض المجموعة 9.26 كيلومتر مربع.
كان إقليم الاتحاد يُعرف سابقًا باسم جزر لكديف ومينيكوي وأمينديفي، وهو الاسم الذي غُير لاحقًا إلى لكشديب بموجب قانون أصدره مجلس النواب في عام 1973. تشكل مجموعة أمينديفي تالوكا أو تقسيمًا فرعيًا. جزر أميني وكيلتان وشتلات وكادمات وبيترا المأهولة بالسكان. بلغ عدد السكان 18,876 نسمة في تعداد عام 2001 والإسلام هو الدين الرئيسي لسكان الجزيرة.
تتمتع أمينديفي بأعلى هطول للأمطار مسجل في الهند خلال فترة مداها 24 ساعة، حيث بلغ 1168 ملم في 06/05/2004.